# Amtshaftungsgesetz
Mit dem Amtshaftungsgesetz (abgekürzt AHG) wird in Österreich die Haftung für Schäden für dritte Personen geregelt, die durch ein Vollzugsorgan oder einen Amtswalter unrechtmäßig und schuldhaft in Vollzug des Gesetzes verursacht wurden. Diese Haftung ist in Artikel 23 Bundesverfassung (B-VG) grundsätzlich vorgesehen und wird im Amtshaftungsgesetz näher ausgeführt.
Diese Amtshaftung wird mit einer Amtshaftungsklage geltend gemacht.

## Geschichte
Das Amtshaftungsrecht, wie es unter anderem im Amtshaftungsgesetz kodifiziert ist, hat in Österreich eine lange Tradition. Am 12. Juli 1872 wurde zur Durchführung des Artikels 9 Staatsgrundgesetz (StGG) das Gesetz über die richterliche Gewalt, das Klagerecht der Parteien wegen der von richterlichen Beamten in Ausübung ihrer amtlichen Wirksamkeit zugefügten Rechtsverletzungen geregelt wird, erlassen. Dadurch hatte eine geschädigte Partei nunmehr die Möglichkeit gegen den Richter oder den Staat oder beide Klage zu erheben. Bereits damals war es nach § 2 nur erforderlich bei der Klage gegenüber dem Staat zu beweisen, dass ein Organ des Gerichtes eine unrechtmäßige, schuldhafte Handlung begangen hatte und musste nicht die Person selbst benannt werden.
Mit dem Gesetz vom 6. Juni 1887 wurden Bestimmungen eingeführt, nach welchen Erkenntnisse der Behörden des stehenden Heeres, der Kriegsmarine, oder der Landwehr beim Gerichtshof erster Instanz des Zustellungsortes des Erkenntnisses angefochten werden konnten, mit denen Personen wegen Verletzung der Dienstpflicht oder Beschädigung von Sachen etc. zum Schadenersatz verurteilt worden waren.
Dieses Gesetz vom 12. Juli 1872 wurde auch mit dem Einführungsgesetz zur Jurisdiktionsnorm (JN) am 1. August 1895 nicht außer Kraft gesetzt. Es wurde durch das Einführungsgesetz zur JN nun aber festgehalten, dass auch Vollstreckungsbeamte richterliche Beamte im Sinne des Gesetzes vom 12. Juli 1872 sind. In § 80 JN wurde eine Regelung zum Gerichtsstand für solche Organhaftpflichtklagen aufgenommen. Auch das Gesetz vom 6. Juni 1887 wurde durch das Einführungsgesetz zur Zivilprozessordnung nicht aufgehoben.
Ganz am Ende der 1895 neu eingeführten Zivilprozessordnung wurde in den §§ 600 bis 602 ZPO dann das Verfahren in Streitigkeiten wegen der von richterlichen Beamten zugefügten Rechtsverletzungen geregelt. Darin wurde weiter daran festgehalten, dass sowohl der richterliche Beamte als auch der Staat im Sinne des Gesetzes vom 12. Juli 1872 geklagt werden können, doch nun in erster Instanz die Oberlandesgerichte zuständig sind und in zweiter Instanz der Oberste Gerichtshof und die Verfahrensbestimmungen der ZPO auch für diese Verfahren gelten.
Mit der Verordnung des Justizministers und des Finanzministers vom 6. Juni 1918 wurden diese Bestimmungen auch auf Finanzbeamte übertragen und die Einschaltung der Finanzprokuratur vorgesehen und weitere Anpassungen. Mit dem Gesetzes vom 12. September 1945 über die Finanzprokuratur in Wien (Prokuratursgesetz) wurde die Vertretung von richterlichen Beamten, die solchen Schadenersatzansprüchen ausgesetzt waren, nunmehr durch die Finanzprokuratur wahrgenommen.
Mit 1. Februar 1949 wurde dann das Amtshaftungsgesetz in Kraft gesetzt mit eigenen Verfahrensbestimmungen und die oben genannten Gesetzes außer Kraft gesetzt (§ 15 AHG). Vor dem Inkrafttreten des AHG wurden zum 1. Jänner 1949 mit dem 10. Bundesverfassungsgesetz Artikel 23 der Bundesverfassung (B-VG) die Vorschriften des Bundes-Verfassungsgesetzes über die Schadenshaftung der Gebietskörperschaften geändert.
Das Amtshaftungsgesetz wurde in den letzten 70 Jahren lediglich zwölfmal novelliert. Neunmal ab 1974 (Stand 2021).

## Gliederung
Das AHG umfasst lediglich 17 Paragraphen, von denen wiederum lediglich sieben Paragraphen der eigentlichen Haftpflicht gewidmet sind. Das AHG verfügt über keine Begriffsdefinitionen und kein offizielles Inhaltsverzeichnis.
- I. Abschnitt
  - § 1 bis 7 (Haftpflicht)
- II. Abschnitt
  - § 8 bis § 15 (Verfahren)
- III. Abschnitt
  - § 15 bis 17 (Schlussbestimmungen)
  - Übergangsbestimmungen

## Abgrenzung zu anderen Gesetzen
Der Regress beim AHG setzt voraus, dass das schädigende Organ bei einem Dritten einen Schaden verursacht hat, für den der Rechtsträger primär einzustehen hatte und dann uU beim Schädiger diesen geleisteten Schadenersatz zurückverlangen kann. Beispiel: Ein Polizist verletzt einen Demonstranten vorsätzlich am Körper. Primär hat dafür der Staat einzustehen, sekundär im Rahmen des Regresses nach dem AHG, kann der Polizist für die finanzielle Entschädigung des Demonstranten und dessen Heilungskosten zur Verantwortung gezogen werden.
Die Organhaftung nach dem Organhaftpflichtgesetz (OrgHG) hingegen ist ein Haftungsanspruch, der zwischen dem Schädiger (Organ) und dem Geschädigten (öffentlich-rechtlicher Rechtsträger) direkt besteht. Der Schädiger hat also direkt den Rechtsträger geschädigt (z. B. ein Polizist hat bei einem Polizeiauto einen Totalschaden verursacht).
Das Organhaftpflichtgesetz und das Amtshaftungsgesetz regeln keine (Rückersatz-)Ansprüche aus Haftungen für Schäden, die zwischen Dienstnehmer und Dienstgeber bestehen, wenn der Arbeitgeber keine Gebietskörperschaften, keine sonstigen Körperschaften oder Anstalt des öffentlichen Rechts etc. ist. Solche Ansprüche zwischen „normalen“ Dienstgebern und Dienstnehmern für versehentlich zugefügte Schäden werden im Dienstnehmerhaftpflichtgesetz geregelt.

## Rückersatz beim AHG
Musste der Staat für ein rechtswidriges schuldhaftes Handelns eines Organs / Amtswalters in Vollziehung des Gesetzes Ersatz leisten, kann er diese Aufwendungen vom Organ / Amtswalter ganz oder teilweise zurückfordern (Rückersatz, Regress). Ausgeschlossen ist der Rückersatz, wenn die Handlung lediglich leicht fahrlässig war.

### Gerichtszuständigkeit, Mäßigungsrecht und Verjährung
Zuständig ist hierfür grundsätzlich das örtlich zuständige Arbeits- und Sozialgericht. Bei Vorsatz ist eine Mäßigung des Rückersatzes durch das Gericht ausgeschlossen. Bei grober Fahrlässigkeit ist es dem Richter je nach Umständen möglich, im Sinne des § 2 Abs. 2 Dienstnehmerhaftpflichtgesetz, aus Gründen der Billigkeit den Rückersatz zu mäßigen.
Im Rechtsstreit über den Schaden, bei dem der Rechtsträger zur Verantwortung gezogen werden soll, hat das Organ / Amtswalter die Stellung eines Nebenintervenienten. Hat der Rechtsträger dem Organ den Streit verkündet, so hat der Vorsitzende des Senates die für das Organ zuständige Dienstbehörde von der Klage zu benachrichtigen. Diese Behörde hat dem Gericht in angemessener Frist mitzuteilen, ob ein Disziplinarverfahren bereits eingeleitet wurde oder nunmehr eingeleitet wird.
Ist bereits ein Disziplinarverfahren anhängig oder eine Anklage gemäß den Artikel 142 und 143 B-VG beim Verfassungsgerichtshof, kann das Landesgericht als Arbeits- und Sozialgericht das Verfahren unterbrechen. Das Gericht ist dann an das Erkenntnis des Verfassungsgerichtshofes ebenso wie an ein sonstiges rechtskräftiges gerichtliches Straferkenntnis über das Verschulden eines Organes gebunden.
In einem Verfahren nach dem AHG sind weder das Organ noch die als Zeugen oder Sachverständigen zu vernehmenden Personen zur Wahrung des Amtsgeheimnisses verpflichtet, doch kann das Gericht die Öffentlichkeit auf Antrag einer Partei auch dann auszuschließen (§ 172 ZPO), wenn Tatsachen erörtert oder bewiesen werden müssen, die sonst durch das Amtsgeheimnis gedeckt wären und kann das Gericht anwesenden Personen auf Antrag einer Partei zur Geheimhaltung von Tatsachen, die sonst durch das Amtsgeheimnis gedeckt wären, verpflichten.
Diese Rückersatzansprüche nach müssen innerhalb von sechs Monaten nach Ablauf des Tages, an dem der Rechtsträger den Ersatzanspruch dem Geschädigten gegenüber anerkannt hat oder rechtskräftig zum Ersatz verurteilt worden ist, bei sonstiger Verjährung geltend gemacht werden.

### Besonderheit bei der Haftung
Für die von einem Kollegialorgan beschlossenen Entscheidungen und Verfügungen haften nur die Stimmführer, die für sie gestimmt haben. Beruht jedoch die Entscheidung oder Verfügung auf einer unvollständigen oder unrichtigen Darstellung des Sachverhaltes durch den Berichterstatter, so haften auch die Stimmführer, die dafür gestimmt haben, nicht, es sei denn, daß sie die pflichtmäßige Sorgfalt grobfahrlässig außer acht gelassen haben.
Von einem Organ kann kein Rückersatz wegen einer Handlung begehrt werden, die auf Weisung (Auftrag, Befehl) eines Vorgesetzten erfolgt ist, es sei denn, das Organ hätte die Weisung eines offenbar unzuständigen Vorgesetzten befolgt oder in Befolgung der Weisung gegen strafgesetzliche Vorschriften verstoßen.

## Versicherung
Zur Abwendung oder Ersatz von Ansprüchen aus Schäden gegen Organe / Amtswalter aus dem AHG kann eine Haftpflichtversicherung abgeschlossen werden (D&O-Versicherung, auch Directors-and-Officers-Versicherung oder Organ- oder Manager-Haftpflichtversicherung genannt).